# Takeo Kanade
Takeo Kanade (金出 武雄, Kanade Takeo, né le 24 octobre 1945 à Hyōgo) est un informaticien japonais. Professeur à l'Université Carnegie-Mellon, il est l'un des spécialistes parmi les plus reconnus en vision par ordinateur. Il a publié environ 300 articles de conférences et journaux et détient une vingtaine de brevets.

## Prix et récompenses
- En 1999, Kanade est nommé Fellow de l'Association for Computing Machinery.
- En 2005, un évènement spécial appelé TK60 : Celebrating Takeo Kanade's vision s'est tenu pour fêter son 60e anniversaire[2].
- En 2008, Kanade reçoit le Bower Award et le Prize for Achievement in Science du Franklin Institute à Philadelphie, Pennsylvania[3].
- En 2010, il reçoit le prix Allen-Newell.
- Élu membre de la National Academy of Engineering, de l'Académie américaine des arts et des sciences
- Élu membre de l'American Association of Artificial Intelligence, Robotics Society of Japan, et de l'Institute of Electronics and Communication Engineers of Japan
- Marr Prize, 1993 pour sa publication Shape from Interreflections coécrit avec Shree Nayar et Katsushi Ikeuchi[4]
- Longuet-Higgins Prize pour des contributions de fond à la vision par ordinateur lors de
  - CVPR 2006 pour la publication Neural Network-Based Face Detection[5] coauthored with H. Rowley and S. Baluja[6]
  - CVPR 2008[7] pour la publication Probabilistic modeling of local appearance and spatial relationships for object recognition[8] coauthored with H Schneiderman
- Kanade a également reçu de nombreux prix, prarmi lesquels : C&C Award, Joseph Engelberger Award, FIT Funai Accomplishment Award, Japan Robot Association Award.

## Travaux notables
- La Méthode de Lucas–Kanade pour le calcul du flot optique[9]
- Un des premiers détecteurs de visages[5]
- La factorisation de Tomasi–Kanade[10]
- Construction de réalité virtuelle[11]
- Multi-baseline stereo and the world's first full-image video-rate stereo machine[12]
- VLSI computational sensors[13]
- Shape recovery from line drawings (connu comme la théorie du « monde origami »)[14]

## Source
- (en) Cet article est partiellement ou en totalité issu de l’article de Wikipédia en anglais intitulé « Takeo Kanade » (voir la liste des auteurs).